# Giáo phận Sendai
Giáo phận Sendai (カトリック仙台司教区) (tiếng Latinh: Dioecesis Sendaiensis) là một giáo phận của Giáo hội Công giáo Rôma ở Nhật Bản. Địa giới của Giáo phận bao gồm các tỉnh Aomori, Iwate, Miyagi, Fukushima. Nhà thờ chính tòa thánh Phêrô và thánh Phaolô, còn được biết đến là Nhà thờ Mototerakōji (tiếng Nhật: 元寺小路教会) là nhà thờ chính tòa của giáo phận.

## Lịch sử
- 1846 - Hạt Đại diện Tông tòa Nhật Bản được thành lập, với tòa giám mục đặt tại Yokohama.
- 1866 - Tòa giám mục được chuyển đến Nagasaki.
- 1876 - Ngày 22/5, Hạt Đại diện Tông tòa Nhật Bản được tách ra thành Hạt Đại diện Tông tòa Bắc Nhật Bản (hiện là Tổng giáo phận Tokyo) và Hạt Đại diện Tông tòa Nam Nhật Bản (hiện là Tổng giáo phận Nagasaki). Trong đó Hạt Đại diện Tông tòa Bắc Nhật Bản quản lí các vùng Hokkaidō, Tōhoku, Kantō và Chūbu, với tòa giám mục đặt tại Yokohama.
- 1877 - Tháng 7, Tòa giám mục được chuyển đến Tokyo.
- 1891 - Ngày 17/4, Hạt Đại diện Tông tòa Hakodate được thành lập với địa giới gồm các vùng Hokkaidō và Tōhoku tách ra từ Hạt Đại diện Tông tòa Bắc Nhật Bản. Ngày 15/6, Hạt Đại diện Tông tòa Hakodate được nâng cấp thành Giáo phận Hakodate.
- 1912 - Ngày 13/8, Hạt Phủ doãn Tông tòa Niigata (hiện là Giáo phận Niigata) được thành lập trên diện tích 3 tỉnh Niigata, Yamagata, và Akita tách ra từ Giáo phận Hakodate.
- 1915 - Ngày 12/2, Hạt Phủ doãn Tông tòa Sapporo (hiện là Giáo phận Sapporo) đuơc thành lập trên diện tích vùng Hokkaidō (ngoại trừ thành phố Hakodate và Karafuto) tách ra từ Giáo phận Hakodate.
- 1936 - Ngày 9/3, sau khi tòa giám mục được chuyển về Sendai, tên của giáo phận đã được đổi thành Giáo phận Sendai.
- 1952 - Ngày 11/12, thành phố Hakodate đã được giáo phận trao cho Giáo phận Sapporo quản lí. Kể từ đó, Giáo phận Sendai chỉ quản lí 4 tỉnh Aomori, Iwate, Miyagi và Fukushima.

## Lãnh đạo giáo phận qua từng thời kì

### Đại diện Tông Tòa
- Alexandre Berlioz (Hội Thừa sai Paris) (1891)

### Giám mục Giáo phận
- Tiên khởi - Alexandre Berlioz (Hội Thừa sai Paris) (1891 - 1927)
- 2 - Micae Urakawa Wasaburō (1941 - 1953)
- 3 - Phêrô Kobayashi Aritaka (1954 - 1976)
- 4 - Raymunđô Augustinô Sato Chihiro (Dòng Anh Em Giảng Thuyết) (1976 - 1998)
- 5 - Phanxicô Xaviê Mizobe Osamu (Dòng Salêdiêng Don Bosco) (2000 - 2004)
- 6 - Martinô Hiraga Tetsuo (2005 - 2020)[1]
- 7 - Edgar Cuntapay Gacutan (2022- hiện tại)[2][3]